# Blackhawk Network
Die Blackhawk Network Holdings ist ein US-amerikanischer, global tätiger Anbieter von Prepaid- und Geschenkkarten sowie Zahlungsdienstleistungen, der in Pleasanton im  US-Bundesstaat Kalifornien ansässig ist.

## Geschichte
Die Gesellschaft wurde 2001 als Tochterunternehmen von Safeway mit dem Geschäftsmodell gegründet, Geschenkgutscheine unabhängig von der ausgebenden Gesellschaft in Lebensmittelgeschäften zu verkaufen. Zum Auftakt wurden sechs Gutscheinkarten angeboten. In der Folgezeit wurde das Angebot um Gutscheine weiterer Gesellschaften, andere Prepaid-Produkte und Zahlungsdienste ausgeweitet. Über die USA expandierte das Unternehmen bis einschließlich 2012 in 18 weitere Länder und baute dabei ein Vertriebsnetz von über 100.000 Verkaufsstellen auf. Bei einem Umsatz von 959 Mio. USD im Jahr 2012 lag der erwirtschaftete Gewinn bei 48,2 Mio. USD. Anfang 2013 folgte der  Börsengang Am Ende des Jahres 2013 wurde im Zuge der internationalen Expansion in Deutschland die 2007 gegründete Retailo AG für einen kolportierten Kaufpreis von 50 Mio. Euro übernommen und in das eigene Netzwerk integriert.
Im Januar 2018 wurde das Unternehmen von den Private-Equity-Gesellschaften Silver Lake und P2 Capital Partners inklusive Schulden für rund 3,5 Mrd. USD übernommen.